# Muralla Real (Ceuta)
La Muralla Real es una muralla del siglo XVI situada en la ciudad española de Ceuta. Está situado en el extremo suroeste del Conjunto Monumental de las Murallas Reales.

## Historia
La ciudad ya había sido amurallada por los romanos. Abderramán III comenzó la construcción de unas nuevas murallas en el istmo en el 957. Fueron finalizadas por Al-Hakam II en el 962.
Los portugueses alzaron la actual muralla entre 1541 y 1549, junto con la Baluarte de La Bandera y el Baluarte de la Coraza Alta, aprovechando los restos antiguos. Esta labor fue realizada por Miguel Arruda y Micer Benedito de Rávena.
En 1724 Jorge Próspero de Verboom diseñó un cuartel fortificado junto a las murallas para alojar cuatro batallones. En 1966 fue transformado en el Parador de La Muralla.

## Descripción
Es una gran muralla de piedra con 170 metros de longitud, 11 de grosor y 20 de altura.En su interior se encuentra al Puerta Califal.